# Descentralização da Web
A web descentralizada é um conceito abstrato almejado por diversos pesquisadores da atualidade. A ideia propõe a reorganização da internet, de forma a remover serviços centralizados de hospedagem de dados, utilizando em vez disso uma estrutura primariamente par-a-par (ou peer-to-peer). O interesse na web descentralizada surgiu devido à falta de confiança nas organizações de manutenção da rede tendo em vista escândalos de espionagem generalizada e controle de conteúdo.
A internet como ela existe atualmente possui muitos usuários, que acessam informações de pontos específicos de coleta. Estes pontos de coleta hospedam dados (sites, e-mails, arquivos, etc) de seus assinantes e os mantêm disponíveis online caso algum usuário da internet tente acessá-los. O problema levantado pelos evangelistas desta ideia é que isto torna a internet (e por consequência, uma grande parte da produção cultural e científica humana) vulnerável a ações e interesses de instituições que têm poder sobre estes pontos de coleta. Os evangelistas sugerem que uma internet descentralizada, onde cada usuário guarda uma parte do conteúdo e o disponibiliza para aqueles que o requerem, é preferencial à forma como a internet é estruturada atualmente.
A criação de uma web descentralizada levanta diversos problemas sociais e de engenharia, muitos dos quais permanecem não resolvidos. Entretanto, muitos pesquisadores de renome decidiram escolher este como seu foco de estudo e ativamente buscam solucionar os problemas que poderão tornar a "internet de todos" possível.

## História
A ideia de uma rede descentralizada é tão antiga quanto a própria internet. Em suas primeiras iterações a internet era uma rede descentralizada, permitindo qualquer indivíduo se conectar à rede, acessar e disponibilizar dados anonimamente. Conforme anos passaram, serviços de web hosting começaram a aparecer como uma forma de conveniência. Estes serviços ganharam popularidade rapidamente, por prover hospedagem de dados 24 horas, facilidade de localização e acesso, e capacidade de atender a grande tráfego de dados. Atualmente é de conhecimento publico que a maior parte dos dados online são gerenciados por corporações privadas (muitas delas em solo americano). Tal organização traz uma série de benefícios e desvantagens.
Embora uma internet livre e anônima tenha sido pregada por diversas entidades desde os anos 2000, os esforços diretamente relacionados à descentralização da internet começaram em meados de 2012.
Em Janeiro de 2012, a tentativa do congresso americano de passar dois projetos de lei, PIPA e SOPA, que poderiam severamente afetar os princípios de neutralidade de rede levantaram questões quanto à fragilidade a estrutura atual de controle da internet. Vários provedores de serviço online como Reddit, Wikipédia inglesa, Google e Mozilla desabilitaram ou redirecionaram seus serviços em protesto ao que consideravam uma afronta à liberdade online.
Em Junho de 2013, os arquivos revelados por Edward Snowden levaram á uma série de leaks, trazendo à tona o programa de vigilância PRISM da agência de inteligência americana. Os leaks revelaram que a agencia não só vinha coletando dados ilegalmente através de "escutas" na rede, mas também tinha acesso a dados privados de usuários de grandes corporações como Facebook, Microsoft e Google. Tais revelações causaram grande publico interesse em anonimato na rede, assim como uma quebra de confiança com os grandes provedores de serviço do passado.
Em Junho de 2016, o primeiro Descentralized Web Summit reuniu pesquisadores com fins de discutir como trazer uma web descentralizada à realidade.

## Tecnologias
Uma série de tecnologias já existentes são capazes de prover anonimato na internet, como Tor, Freenet e mesmo HTTPS. Porém estas tecnologias ainda estão atreladas à rede centralizada. Tentativas de tornar estas redes descentralizadas foram feitas, porém não obtiveram sucesso. Desde 2015, várias tecnologias vem sendo desenvolvidas para criar uma rede descentralizada, ou migrar o conteúdo da rede atual para paradigmas menos centralizados.

### Criptomoedas
Criptomoedas foram uma das primeiras tecnologias a serem completamente descentralizadas. Em 2009, a criação da moeda digital Bitcoin marcou a primeira moeda digital descentralizada. A moeda é completamente Peer-to-Peer, enquanto que a autenticação de transações é feita por usuários da rede. A rede, infelizmente ainda passava informações sobre transações através de uma rede centralizada. Para solucionar este problema, o primeiro fork da bitcoin, conhecido como Namecoin, passava todas as informações da sua rede, incluindo informações de transações, através da sua blockchain, com intenções de formar um DNS descentralizado, o que a tornaria muito difícil de subjugar. O fato que este foi o primeiro fork feito da bitcoin mostra que desde 2009, já há interesse na criação de uma web descentralizada.

### Peer-To-Peer Networks
Em Janeiro de 2014, o infame website de torrents The Pirate Bay anunciou seus planos para a criação de uma rede inteiramente P2P. Apesar da grande cobertura da mídia, o projeto aparenta ser abandonado depois das intervenções legais sofridas pelo site em Dezembro de 2014.
Em Dezembro de 2014, a empresa BitTorrent, Inc anunciou o Project Maelstrom, um browser que utiliza sua tecnologia BitTorrent para prover uma navegação na web completamente P2P. Ao usar do browser, páginas populares podem ser disponibilizadas através de torrents, o que significa que uma vez acessadas, todas as páginas podem ser baixadas de outros usuários da rede de forma descentralizada, ignorando serviços de hosting. O browser entrou em beta em 10 de Abril de 2016.
Em Janeiro de 2015, o código da ZeroNet, uma rede descentralizada foi disponibilizado através do GitHub. A rede combina as tecnologias de torrent, do BitTorrent, com o conceito de blockchains da bitcoin, criando uma rede completamente descentralizada e desprovida de DNS o hospedeiros de conteúdo. A combinação destas novas tecnologias significa que todo o conteúdo disponível na rede é completamente anônimo, e impossível de censurar, desde que o conteúdo ainda tenha seeders. A rede permaneceu desconhecida por algum tempo, até que o site de torrents Play foi lançado na rede, se entitulando "O site de torrents que é impossível de se tirar do ar". Após o anúncio, a ZeroNet começou a ganhar popularidade.
Embora o projeto exista desde 2006, em 26 de Fevereiro de 2016, a companhia MaidSafe lançou o primeiro teste de sua rede Safe net, se propondo a ser uma rede completamente descentralizada, porém não anônima. Para acessar a rede, o usuário precisa apenas criar um nome de usuário, que será usado para identifica-lo por toda a sessão. Está abordagem soluciona alguns problemas de uma rede completamente descentralizada, como o de atribuição de culpa. Através do ano, a companhia continua a incrementar sua rede com novos serviços como e-mail e web-hosting.

### Aplicações
Em 30 de Julho de 2015 Ethereum foi lançada como uma plataforma para permitir a criação e a distribuição de aplicações completamente distribuídas. A plataforma possui sua própria blockchain chamada Ethereum, listada como qualquer outra criptomoeda, o ETH. A plataforma provê diversos serviços para a criação de aplicações que fazem uso de sua rede, uma das mais importantes sendo o conceito de Smart Contracts.